# Tomáš Netopil
Tomáš Netopil (* 18. července 1975) je český houslista a dirigent, vítěz mezinárodní dirigentské soutěže George Soltiho z roku 2002.
Po absolutoriu studia hry na housle na Kroměřížské konzervatoři v rodné Kroměříži vystudoval na pražské AMU dirigování a sbormistrovství. Poté absolvoval další vzdělání na Královské akademii ve Stockholmu.
V letech 2009–2012 byl šéfdirigentem Opery Národního divadla.
V letech 2013–2023 byl Netopil hudebním ředitelem (Generalmusikdirektor) a šéfdirigentem operního divadla Aalto-Theater a jeho orchestru v německém městě Essenu. Od sezony 2025/26 bude zastávat post šéfdirigenta a uměleckého ředitele Symfonického orchestru hl. m. Prahy FOK.
V roce 2018 zahajoval s Českou filharmonií mezinárodní hudební festival Pražské jaro. V sezónách 2018–2024 byl jejím hlavním hostujícím dirigentem. Od roku 2021 je prezidentem Mezinárodního hudebního festivalu Leoše Janáčka. 
Je uměleckým ředitelem úspěšné mezinárodní Letní hudební akademie Kroměříž, kterou založil v roce 2018 a která studentům nabízí výjimečnou uměleckou výuku pod vedením inspirativních  lektorů, kteří jsou zároveň aktivními a celosvětově uznávanými interprety. Tomáš Netopil je také uměleckým vedoucím a houslistou rezidenčního souboru Letní hudební akademie Kroměříž Collegium Colloredo.

## Spolupráce s orchestry

### V zahraničí
- Tonhalle Orchester Zürich
- London Philharmonic Orchestra
- Staatsorchester Stuttgart
- Oslo Philharmonic Orchestra
- Sächsische Staatskapelle Dresden
- Staatskapelle Weimar
- Royal Stockholm Philharmonic
- Orchestre National de Lille
- Orchestre National de Montpellier
- NHK Symphony Orchestra Tokyo
- Accademia Santa Cecilia Roma
- Orchestra Della Scala
- Aalto-Theater Essen a další.

### V českých zemích
- Česká filharmonie
- Symfonický orchestr hlavního města Prahy FOK
- Filharmonie Brno
- Prague Phil

### Významná zahraniční hostování
- BBC Philharmonic Orchestra
- Orchestra Symphonica Toscanini
- Bavorská opera Mnichov
- Drážďanská Semper Oper
- Izraelská filharmonie
- Berlínští filharmonikové

## Nahrávky
- Bohuslav Martinů: Ariadna, Ariadna: Simona Šaturová, Théseus: Zoltán Nagy, Mínótauros: Baurzhan Anderzhanov, Burún: Abdellah Lasri, Stařec: Tijl Faveyts, Essener Philharmoniker, sólisté sboru Aalto- Theater Essen Choir, CD Supraphon (živá nahrávka) SU 4205-2 2016[2]